# Soulvache
Soulvache é uma comuna francesa na região administrativa do País do Loire, no departamento de Loire-Atlantique. Estende-se por uma área de 11.27 km². Em 2010 a comuna tinha 353 habitantes (densidade: 31,3 hab./km²).